# SBB CLe 2/4
Als CLe 2/4 wurden die ab 1935 ausgelieferten elektrischen «Roten Pfeile» der SBB bezeichnet. Die ersten beiden unterscheiden sich im Aufbau der Drehgestelle und deren Aufhängung von den später gelieferten CLe 2/4 203–207.
Die beiden ersten elektrischen Triebwagen wurden zusammen mit den beiden Dieseltriebwagen CLm 2/4 1935 ausgeliefert.

## Geschichte
Die SBB beschlossen 1933, neue Schnelltriebwagen anzuschaffen. Diese sollten als Einzelfahrzeug ohne normale Zug- und Stossvorrichtung konstruiert sein. Auch wurde eine Einmannbedienung gefordert, da durch den Wegfall des Beimannes eine erhebliche Einsparung möglich war. Zugleich wurden neben den beiden elektrischen Triebwagen auch zwei Dieseltriebwagen nach dem gleichen Konzept bestellt. Der erste Triebwagen wurde am 15. März 1935 geliefert, der zweite am 6. Juni 1935. Da es sich sofort nach der Inbetriebnahme abzeichnete, dass die Triebwagen ein Erfolg waren, wurden sogleich vier Triebwagen nachbestellt, die im Frühling 1936 ausgeliefert wurden. Im Jahr 1938 folgte noch ein siebenter Triebwagen.
Die Triebwagen wurden zwar für den Fahrplandienst beschafft, aber bald in erster Linie für den Ausflugsverkehr benutzt. Denn für den geplanten Schnellzugsdienst auf schwach frequentierten Linien und als Zubringer zu Schnellzügen, sogenannten Tramzügen, wurde ihnen ihr Erfolg zum Verhängnis.
Da sie als Einzelfahrer konzipiert waren, war das entstandene Platzproblem nicht mit Anhängen eines Wagens zu lösen. In der Folge mussten viele Züge, für die eigentlich ein Roter Pfeil vorgesehen war, auf lokomotivbespannte Züge umgestellt werden, da ansonsten nicht alle Fahrgäste hätten befördert werden können. Ein weiteres Phänomen war, dass viele Fahrgäste ihre Reisepläne so ausrichteten, dass sie mit einem Roten Pfeil fahren konnten, was die Problematik zusätzlich verschärfte. Auch aus diesem Grund kamen die SBB zur Einsicht, dass Vorführfahrten angeboten werden mussten, um der Bevölkerung die Möglichkeit zu bieten, einmal mit einem Roten Pfeil zu reisen. Bei den Vorführfahrten wurde darauf geachtet, alle Landesteile zu berücksichtigen. Natürlich kamen auch Anfragen von Reisegesellschaften, die einen Triebwagen für eine Extrafahrt mieten wollten. Infolge des Zweiten Weltkrieges kamen diese Extrafahrten zum Erliegen, nur um nach dem Krieg umso stärker anzuziehen, so dass neben dem schon 1939 ausgelieferten Doppeltriebwagen (RAe 4/8 1021) 1953 noch zwei weitere Doppeltriebwagen (RAe 4/8 1022+1023) nur für den Ausflugsverkehr (sprich Extrafahrten) angeschafft wurden.

### Bezeichnung und Nummern

Führertisch des Triebwagens RCe 2/4 206

Die Bezeichnung und Wagennummern wurden sehr oft geändert und gewechselt.
Die ersten Fahrzeuge wurden ab 1935 als CLe 2/4 von der Industrie geliefert. Schon 1937 wurden sie zu Re 2/4 umgezeichnet, der Triebwagen 207 trug ab Werk die Bezeichnung Re 2/4. Ab 1947/48 wurden sie als RCe bezeichnet und mit den Nummern 601 und 602 eingereiht. Ab 1956 wurden alle RCe als RBe 2/4 bezeichnet, ebenfalls wurden die Nummern gewechselt: Aus 601–607 wurden 1001–1007. Die beiden verlängerten Triebfahrzeuge wurden nach dem Umbau als RBe 2/4, ab 1956 als RAe 2/4 bezeichnet. Hier ist zu erwähnen, dass die Triebwagen 1002 und 1006 1954 die Nummern tauschten (Es handelt sich also beim RAe 2/4 1002 um den RCe 2/4 606 von vor 1952.).

## Technisches

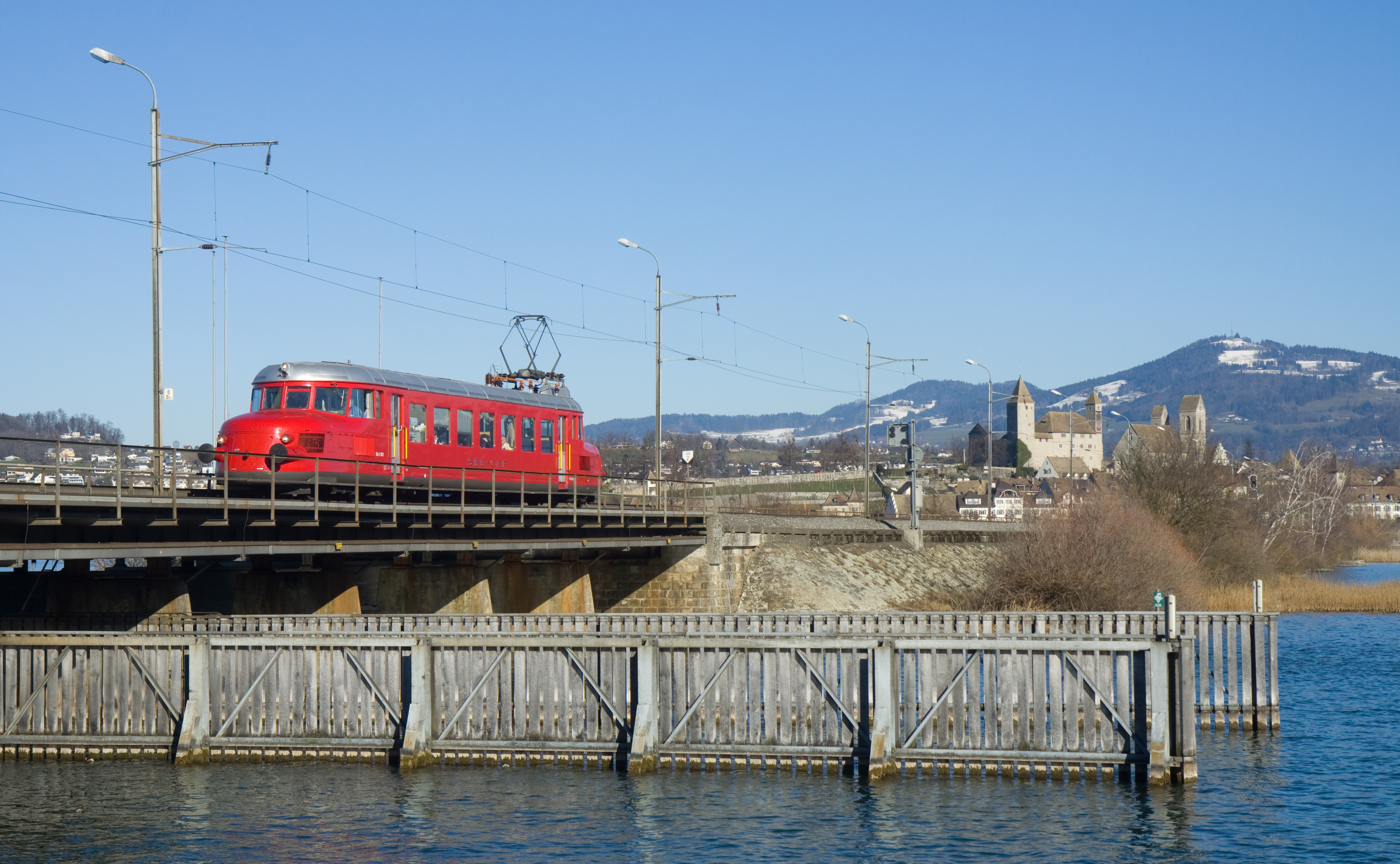
RAe 2/4 auf Geburtstagsfahrt um den Zürichsee

Typenskizzen der ursprünglichen CLe 4/4 203–206

Der Wagenkasten ist als tragende Konstruktion ausgeführt. Dieser wird aus einem geschweissten Gerippe aus leichten Stahlprofilen mit eingeschweissten Wandplatten gebildet, das aussen mit Aluminiumblechen verkleidet ist. Ein gekröpfter Träger aus zusammengeschweissten Stahlprofilen stabilisierte den Wagenboden. Dadurch war es möglich, den Wagenboden des Fahrgastraumes auf 720 mm über Schienenoberkante abzusenken. Da ein möglichst geringer Luftwiderstand erreicht werden sollte, wurde das Dach als Doppeldach ausgeführt. Die Widerstände der elektrischen Bremse wurden zwischen den beiden Dächern eingebaut. Die notwendige Kühlluft wurde über Lüftungsschlitze oben und auf der Seite des Daches zu- und abgeführt.
Die Triebwagen besassen anfänglich nur Hilfspuffer und unter einer Abdeckung eine Hilfskupplung in der Form, wie sie heute noch am «Churchill-Pfeil» (RAe 4/8 1021) zu finden ist. Nachträglich wurde bei den Wagen 204–207 unten an der Front eine spezielle Öse angebracht, ähnlich wie sie an den Baufahrzeugen zu finden ist, um den Skiwagen anhängen zu können.
Die Drehgestellrahmen der ersten beiden Fahrzeuge wurden aus geschweisstem Stahlprofil hergestellt und besassen keinen Wiegebalken. Der Wagenkasten stützte über jeweils vier Blattfedern je Drehgestell auf diese ab. Jeweils zwei waren auf jeder Seite des Drehgestells aufgehängt. Zwischen dem Drehgestell und den Gehäusen der Achslager, die als Rollenlager ausgeführt waren, befanden sich acht Schraubenfedern. Im Inneren dieser Schraubenfeder war eine zylindrische Lagerführung vorhanden, weshalb die Drehgestelle keine Achshalter benötigten. Die Zug- und Bremskräfte wurden nur über den Drehzapfen übertragen, was bei einem Alleinfahrer zu vertreten war.
Die Drehgestelle der nachträglich beschafften fünf Fahrzeuge waren in anderer, verbesserter Ausführung: Diese besassen schon Hohlträger als Längsträger und waren ebenfalls geschweisst. Diese Längsträger waren abgekröpft, um Platz für die Wiegebalken zu haben. Der Wiegebalken stützte sich beidseitig auf pendelnde, aufgehängte Blattfedern und war mit zwei Mitnehmern mit dem Drehgestellrahmen verbunden. Das Gewicht des Wagenkastens wurde über zwei seitliche Stützlager auf den Wiegebalken übertragen.
Beim Antrieb kamen bei den CLe 2/4 201 und 202 zwei unterschiedliche Bauformen zum Einsatz. Der Wagen 201 wurde noch mit Tatzlagerantrieb ausgerüstet, der von der Maschinenfabrik Oerlikon geliefert wurde und sich schon in Tramfahrzeugen bewährt hatte. Der Wagen 202 erhielt den von der Brown, Boveri & Cie. neuentwickelten Federantrieb mit Hohlwelle. Das neue an diesem Federantrieb war, dass sich die Federtöpfe im Zahnrad selbst befanden. Die Vorteile dieses Federantriebs waren gleich ersichtlich, und die nachfolgenden fünf Fahrzeuge wurden ebenfalls mit diesem Antrieb ausgerüstet. Beim Wagen 201 wurde er nach kurzer Betriebszeit nachträglich eingebaut.
Der Stromabnehmer, als Scherenstromabnehmer ausgeführt, ist über dem Führerstand I, d. h. über dem Laufdrehgestell angeordnet. In diesem Vorbau befindet sich der Transformator, der über eine einfache Dachsicherung mit dem Stromabnehmer verbunden war. Es gab auf der Hochspannungsseite also keinen Hauptschalter. Der Transformator hatte eine Dauerleistung von 210 kVA und stützte sich auf der Kastenkonstruktion und nicht auf dem Drehgestell ab, denn ansonsten wäre eine flexible Hochspannungszuführung zum ölgekühlten Transformator notwendig gewesen.
Die beiden eigenventilierten Treibmotoren hatten eine Leistung von je 202 kW und waren aus Gewichtsgründen in Serie geschaltet. Um deren Schleuderneigung zu kompensieren, war im Trafokessel ein Spannungsteiler untergebracht.
Der Führerstand war für sitzende Bedienung eingerichtet und besass ein grosses Handrad für den Steuerkontroller. Im Fussraum war das Totmannpedal, das immer gedrückt werden musste. Das Bremsventil für die direkte Bremse ist rechts daneben angeordnet, oberhalb wurde beim Umbau das Führerbremsventil angeordnet. Da der Führerstand nicht gegen den Fahrgastraum abgeschlossen war, waren Sicherheitsmassnahmen vorhanden. Bei abgezogenem Fahrzeugschlüssel wurde die Steuerwelle vom Kontroller zum Nockenschalter ausgehängt und alle elektrischen und pneumatischen Schalter in Stellung Aus blockiert.
In jedem Führerstand ist ein Steuerkontroller vorhanden, mit dem sowohl die Fahr- wie Bremsstufen eingestellt werden. Dieser war mit einem Nockenschalter verbunden, von dem die Hüpfer angesteuert wurden. Es sind für die Fahrstufen fünf und für die Bremsstufen neun pneumatische Hüpfer vorhanden. Auch die beiden neben dem Steuerkontroller befindlichen pneumatischen Türöffner wurden in der geschlossenen Stellung blockiert. Die Lokpfeife wird über einen Seilzug betätigt.
Gebremst wurde das Fahrzeug normalerweise elektrisch über deine  fahrleitungsunabhängige Widerstandsbremse. Der benötigte Erregerstrom wird zuerst von der Batterie geliefert, bis der Bremsstrom mit 200 A so hoch ist, dass er die Motoren selbst erregen kann. Es gibt elf elektrische Bremsstufen. Die ersten acht sind reine elektrische Bremsstufen. Erst ab der neunten Bremsstufe kam automatisch die pneumatische Bremse abgestuft zum Einsatz. Für die pneumatische Bremse ist im Triebgestell an jedem Rad eine, im Laufgestell an jedem Rad zwei Bremssohlen vorhanden. Die Handbremse in jedem Führerstand wirkt nur auf das darunterliegende Drehgestell.

## Umbau (Ausrüstung mit Zug- und Stossvorrichtung)
Da sich schnell das Fehlen der normalen Zug- und Stossvorrichtung bemerkbar machte, wurde beschlossen, alle Fahrzeuge mit einem Zughaken und Puffern auszurüsten, damit sie zumindest einen Wagen mitnehmen oder am Zugschluss mitgegeben werden konnten.
Als erstes wurden die beiden ersten Fahrzeuge (601 und 602) 1944 umgebaut. Beim Umbau musste das Kastengerippe verstärkt werden, damit die Kräfte der Puffer abgeleitet werden konnten. Die Hilfskupplung wurde gegen einen leichten Zughaken ohne Schraubenkupplung getauscht. Auch musste für die Anhängelast eine normale automatische Bremse eingebaut werden. Im Führerstand wurde ein zusätzliches Führerbremsventil eingebaut. Die Umbauten erhöhten die Gesamtmasse um rund fünf Tonnen. Nach dem Umbau war es erlaubt, den Triebwagen bis zu einer Steigung von 12 ‰ eine Anhängelast von 30 Tonnen mitzugeben. Über 18 ‰ Steigung war das Mitgeben einer Anhängelast verboten. Da der Umbau erfolgreich verlief, wurde er an allen Fahrzeugen vorgenommen.
Als Anhängewagen wurden 1947 fünf BCF4 (später ABDi) angeschafft, die nur eine Gesamtmasse von 22 Tonnen hatten.

## Umbau zum RAe 2/4
1952 wurde der Wagen 606 radikal umgebaut. Es war das Ziel, ein Fahrzeug mit gehobenem Komfort zu erhalten. Dafür wurde der Wagenkasten um 2,6 Meter verlängert und auch die Innenausstattung erneuert. Es wurden komfortable Stoffsitze mit grösserem Sitzabstand eingebaut. In der Folge wurde er aufklassiert (bis 1956 RBe 2/4, danach RAe 2/4). Er tauschte 1954 die Nummer mit dem Wagen 602.
Als markanteste äussere Änderung ist das zweite seitliche Führerstandsfenster zu erwähnen, das nur die beiden umgebauten RAe 2/4 hatten.
1953 wurde der verunfallte Wagen 601 in der gleichen Art umgebaut.

## Betriebliches
Die ersten beiden Triebwagen wurden dem Depot Bern zugeteilt. Als alle sieben ausgeliefert waren, waren sie auf die Depots Bern, Lausanne und Zürich verteilt. Schon 1939 wurden sie alle aus dem fahrplanmässigen Verkehr zurückgezogen, da keine sinnvollen Einsätze mehr möglich waren, denn sobald ein Roter Pfeil einen planmässigen Zug über längere Zeit führte, war dieser hoffnungslos überfüllt. 
Um zumindest das Platzproblem wegen fehlendem Gepäckraum im Wintersportverkehr zu mildern, wurde 1937 ein einachsiger Skianhänger angeschafft, der in eine spezielle Öse bei den Triebwagen 204–207 eingehängt werden konnte. Der Triebwagen Nummer 205 wurde zusammen mit dem Skianhänger an die Oensingen-Balsthal-Bahn vermietet, da diese nach der Notelektrifizierung noch keine eigenen Fahrzeuge besass. Es ist unklar, ob es mehr als einen Skiwagen gab, da diese keine Nummern trugen. Laut dem BAV soll der letzte erst 1956 abgebrochen worden sein, was auf mehrere Skiwagen hindeutet. Allerdings ist nur ein Skiwagen von der Industrie geliefert worden, was allerdings nicht ausschliesst, dass in einer SBB-Werkstätte einer oder mehrere nachgebaut wurden. 
Mit der Notelektrifizierung von diversen Nebenlinien während des Zweiten Weltkrieges tat sich für die Triebwagen ab 1943 wieder ein Betätigungsfeld auf. Hier machte sich das Fehlen der Zug- und Stosseinrichtung so stark bemerkbar, dass der Umbau der Triebwagen beschlossen wurde, damit zumindest ein Wagen mitgegeben werden konnte. Anfänglich wurden alte Zweiachser verwendet, danach die neu ausgelieferten Leichtstahlwagen und ab 1947 die speziell dafür angeschafften BCF4 (später in ABDi umgezeichnet). 
Ende 1945 waren die Triebwagen den Depots Lausanne, Luzern Winterthur und Zürich zugeteilt. Nach der Auslieferung der BDe 4/4 wurden von diesen alle übriggebliebenen fahrplanmässigen Züge übernommen. Einzig die Badezüge Zürich–Zurzach konnte von den RBe 2/4 gehalten werden, die von einem Triebwagen des Depots Zürich geführt wurde. Zwischen Juli und Dezember 1960 verkehrte an Werktagen ein Triebwagen von Lenzburg über Mellingen nach Kilchberg, um Arbeiter zu der Schokoladenfabrik Lindt zu befördern. Während der EXPO 64 kamen alle Roten Pfeile wieder zum fahrplanmässigen Einsatz (eigentlich kam während der EXPO 64 alles, was noch fuhr, zum Einsatz). Der fahrplanmässige Einsatz der Roten Pfeile endete 1968, als auch die Leistung als Badezug wegfiel.
Es gab vereinzelte Fahrten nach Deutschland und Österreich, wobei an der Grenze das Schleifstück des Stromabnahmers gegen eines nach DB- bzw. ÖBB-Norm getauscht werden musste.

### Unfälle
Glück im Unglück hatte man am 14. Mai 1937, als in Brunnen bei einem CLe 2/4 eine Achse brach. Der Triebwagen entgleiste zwar, es entstanden aber keine gravierenden Schäden. Allerdings wurden alle Roten Pfeile stillgelegt, nachdem die EMPA festgestellt hatte, dass mangelnde Stahlqualität für den Bruch verantwortlich war. Die Fahrzeuge wurden erst wieder in Betrieb genommen, als sie mit neuen Achsen aus Siemens-Martin-Stahl ausgerüstet worden waren.

Der in Cadenazzo beschädigte RCe 2/4 604

Im Jahr 1949 gab es in Cadenazzo einen Unfall, bei dem der RCe 2/4 604 beschädigt wurde.
Der schwerwiegendste Unfall geschah am 1. Mai 1952 in Villeneuve. Der RCe 2/4 606 war am oberen Genfersee als Gesellschaftsfahrt mit Angehörigen der Firma Sandoz aus Basel unterwegs. Der Triebwagen stiess, von Lausanne herkommend, um 15.30 Uhr frontal in die dort rangierende Ae 3/6 I 10687. Dabei wurde der führende Vorbau komplett eingedrückt, denn die Ae 3/6 stieg auf den Triebwagen auf. Im Triebwagen starben zwei Menschen; weitere 40 Personen wurden zum Teil schwer verletzt. Der schwer beschädigte Triebwagen wurde von der Hauptwerkstätte Zürich wiederaufgebaut, dabei allerdings gleich zum RAe 2/4 umgebaut.
Die Fahrzeuge wurden wie folgt ausrangiert, (nach der letzten Nummer folgt in Klammern die erste);
- 1002 (206), 31. August 1984 (Abbruch)
- 1003 (203), Januar 1968 (für das Verkehrshaus remisiert)
- 1004 (204), 31. Dezember 1968 (Abbruch)
- 1005 (205), 30. November 1966 (Abbruch)
- 1006 (202), 31. Dezember 1967 (Abbruch)
- 1007 (207), Januar 1974 (Verkauf an die OeBB, neue Nummer 202)

### Erhaltene Fahrzeuge
- RAe 2/4 1001, als historisches Fahrzeug bei der SBB Historic (fahrfähig)
- RBe 2/4 1003, als optisch aufgearbeitetes Ausstellungsfahrzeug im Verkehrshaus der Schweiz in Luzern (nicht fahrfähig).
- RBe 2/4 1007, als historisches Fahrzeug RBe 2/4 202[1] bei der Oensingen-Balsthal-Bahn (ab Herbst 2021 wieder fahrfähig).[2]

Der RAe 2/4 1001 war infolge eines Transformatorschadens, den er 2008 erlitten hatte, nicht fahrfähig, konnte aber mit Hilfe des ebenfalls schon beschädigten Transformators des RBe 2/4 1003 wieder in Betrieb genommen werden.